# Trestribede flag
Trestribede flag udgør en tredjedel af verdens flag i dag. Mange er inspirerede af det franske Tricoloren, og de er ofte skabt under revolutioner mod kongemagten eller besættelsesstyrker.

## Historie
Det første trestribede flag i Frankrig vajede hen over Paris' gader 21. oktober 1790, kort efter revolutionen. Flaget er blevet brugt lige siden, dog med undtagelse af årene 1815-1830. Farverne blå og rød er tager fra Paris' byflag.

## Liste over trestribede flag

### Afrika
- Camerouns flag (med symbol)
- Egyptens flag (med symbol)
- Elfenbenskystens flag
- Etiopiens flag (med symbol)
- Gabons flag
- Ghanas flag
- Guineas flag
- Lesothos flag (med symbol)
- Libyens flag (med symbol)
- Malawis flag (med symbol)
- Malis flag
- Nigers flag (med symbol)
- Nigerias flag
- Rwandas flag (med symbol)
- Senegals flag (med symbol)
- Sierra Leones flag
- Sudans flag (med symbol)
- Tchads flag
- Ækvatorialguineas flag (med symbol)

### Asien
- Afghanistans flag (med symbol)
- Burmas flag (med symbol)
- Cambodjas flag (med symbol)
- Forenede Arabiske Emiraters flag (med symbol)
- Indiens flag (med symbol)
- Iraks flag (med symbol)
- Irans flag (med symbol)
- Jordans flag (med symbol)
- Kuwaits flag (med symbol)
- Laos' flag (med symbol)
- Libanons flag (med symbol)
- Mongoliets flag (med symbol)
- Syriens flag (med symbol)
- Tadsjikistans flag (med symbol)
- Yemens flag

### Europa
- Andorras flag (med symbol)
- Armeniens flag
- Aserbajdsjans flag (med symbol)
- Belgiens flag
- Bulgariens flag
- Estlands flag
- Frankrigs flag
- Hollands flag
- Irlands flag
- Italiens flag
- Kroatiens flag (med symbol)
- Letlands flag
- Litauens flag
- Luxembourgs flag
- Moldovas flag (med symbol)
- Rumæniens flag
- Ruslands flag
- Serbiens flag (med symbol)
- Slovakiets flag (med symbol)
- Sloveniens flag (med symbol)
- Spaniens flag (med symbol)
- Tysklands flag
- Ungarns flag
- Østrigs flag

### Nordamerika
- Bahamas' flag (med symbol)
- Barbados' flag (med symbol)
- Canadas flag (med symbol)
- El Salvadors flag (med symbol)
- Guatemalas flag (med symbol)
- Honduras' flag (med symbol)
- Mexicos flag (med symbol)
- Nicaraguas flag (med symbol)
- Saint Vincent og Grenadinernes flag (med symbol)

### Sydamerika
- Argentinas flag (med symbol)
- Bolivias flag
- Colombias flag
- Ecuadors flag (med symbol)
- Paraguays flag (med symbol)
- Perus flag
- Venezuelas flag (med symbol)

| Flag | Spire Denne artikel om flag eller vexillologi er en spire som bør udbygges. Du er velkommen til at hjælpe Wikipedia ved at udvide den. |